# Carbonia
Carbonia är en ort och kommun på Sardinien.  Carbonia är administrativ huvudort för provinsen Sydsardinien och var innan 2016 administrativ huvudort för den tidigare provinsen Carbonia-Iglesias tillsammans med orten Iglesias. Kommunen hade 28 265 invånare (2017). Carbonia gränsar till kommunerna Gonnesa, Iglesias, Narcao, Perdaxius, Portoscuso, San Giovanni Suergiu och Tratalias.

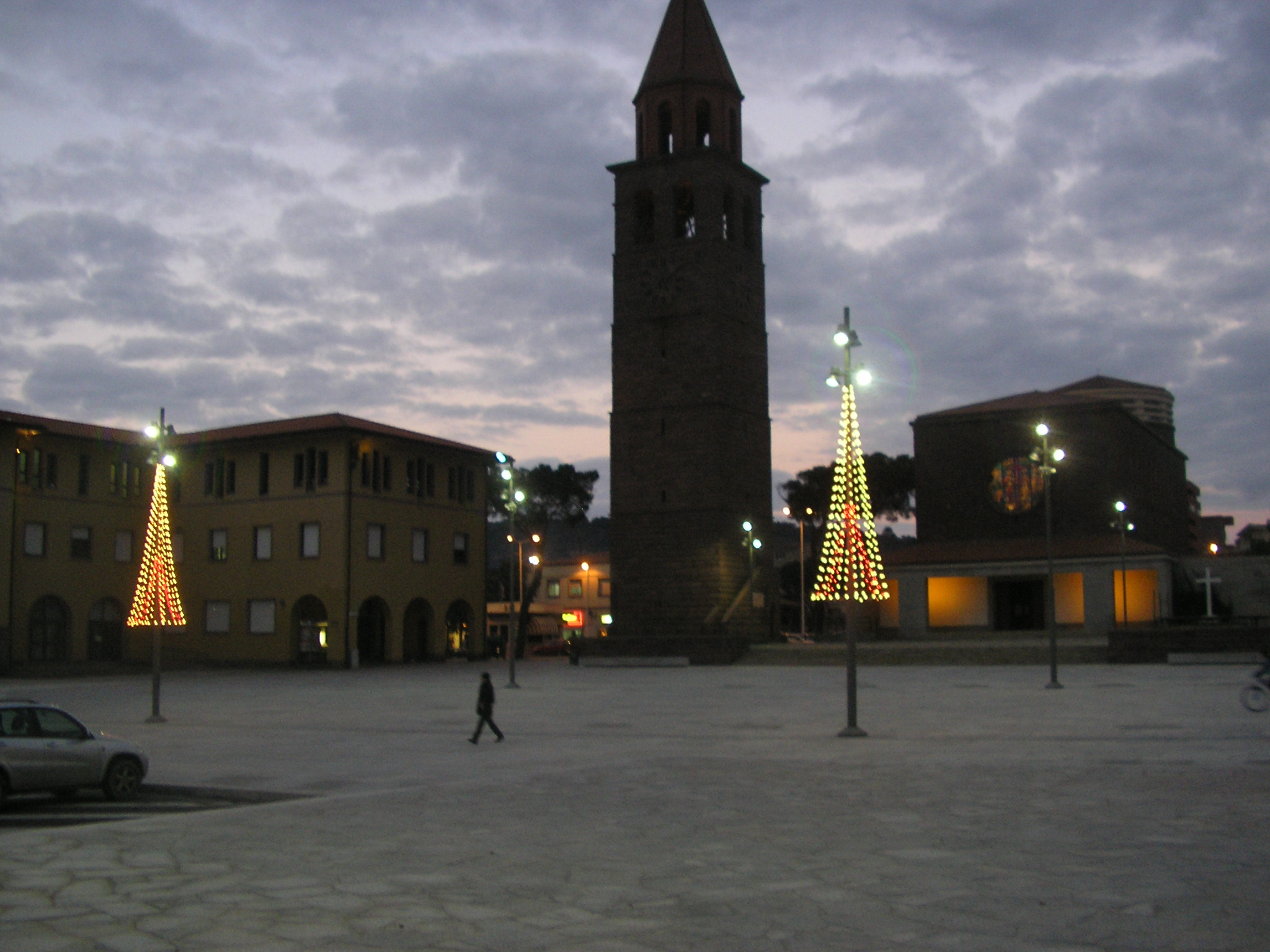
Piazza Roma på natten
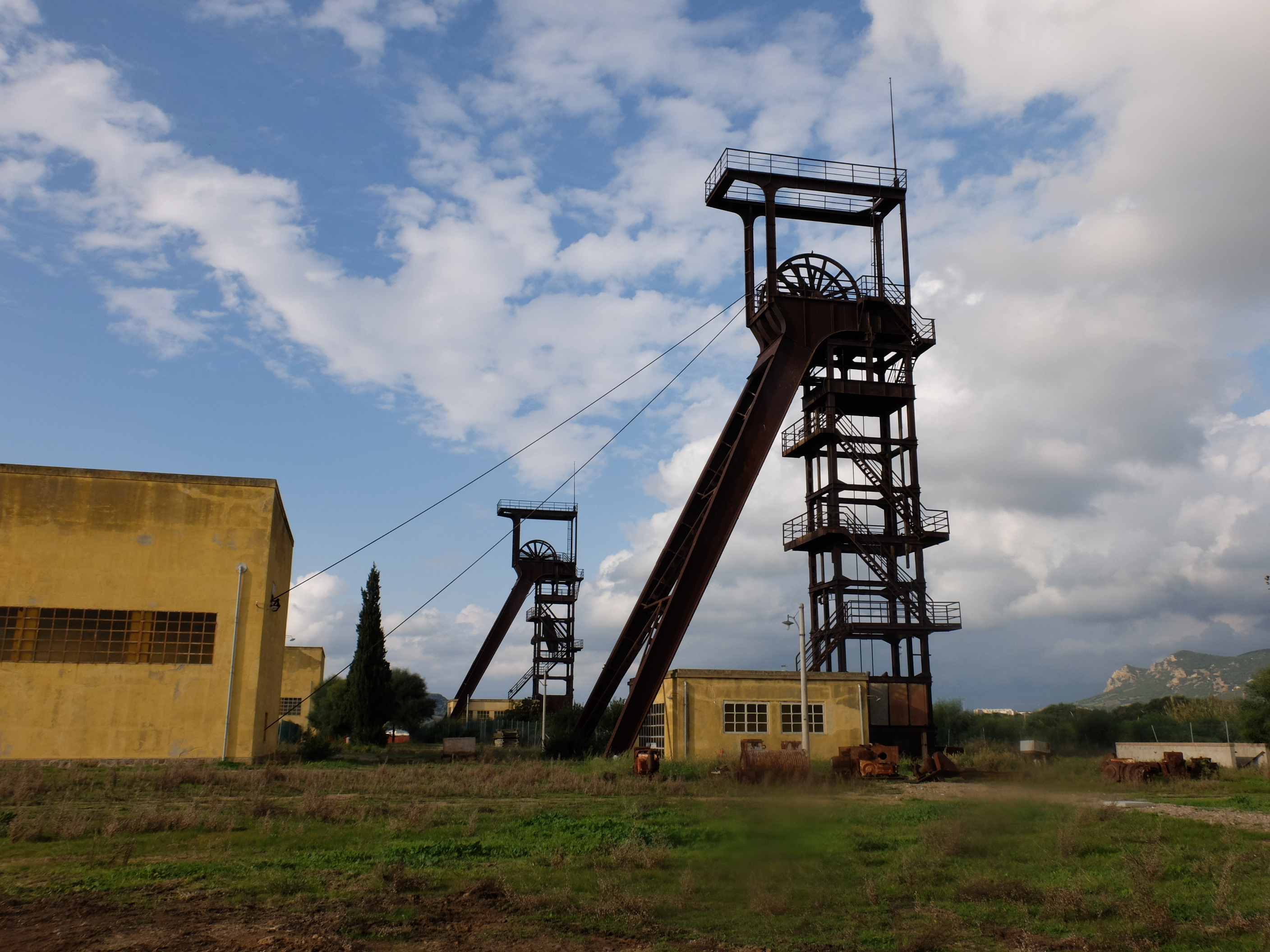
Miniera di Serbariu
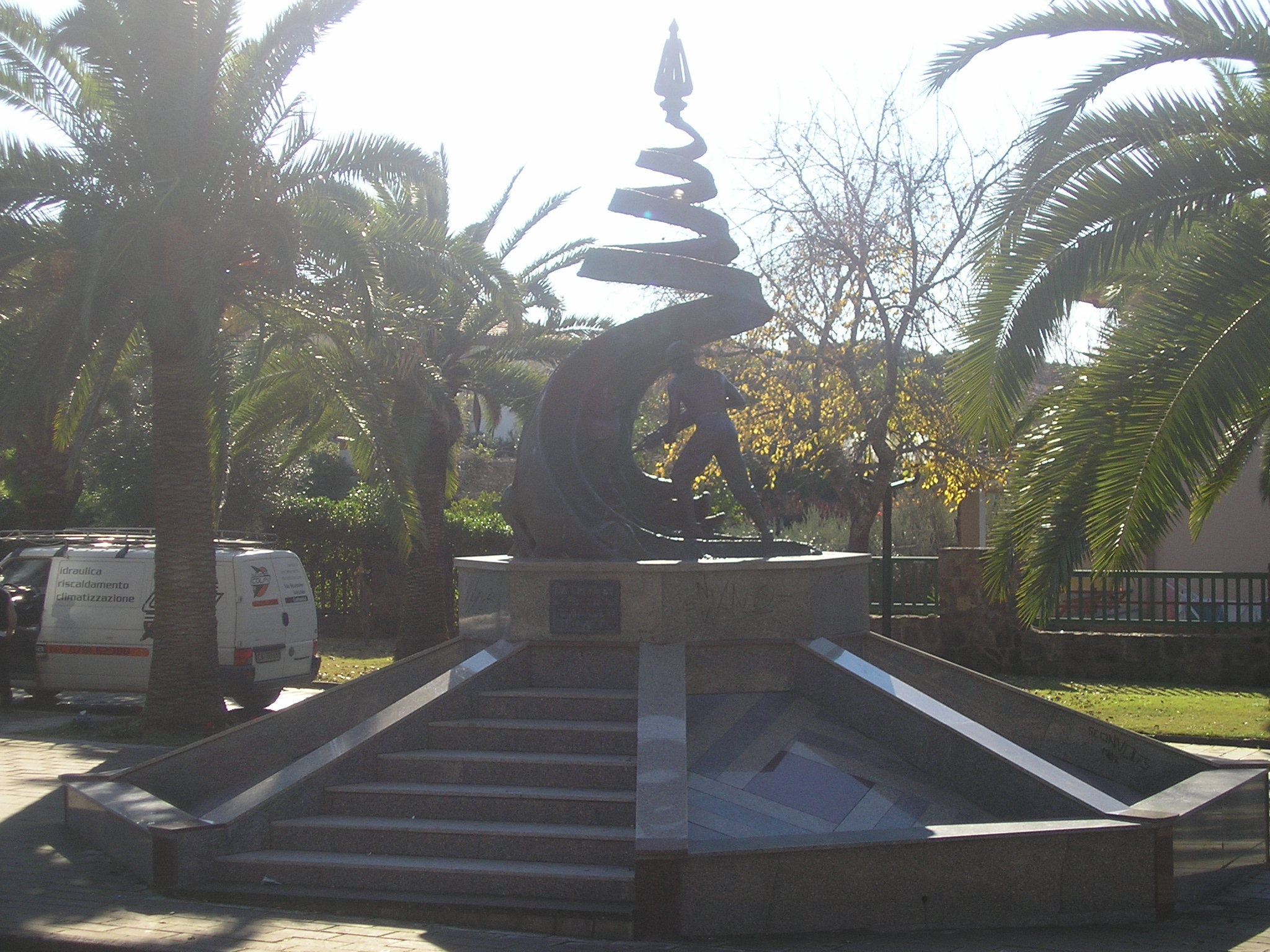
Miners Memorial
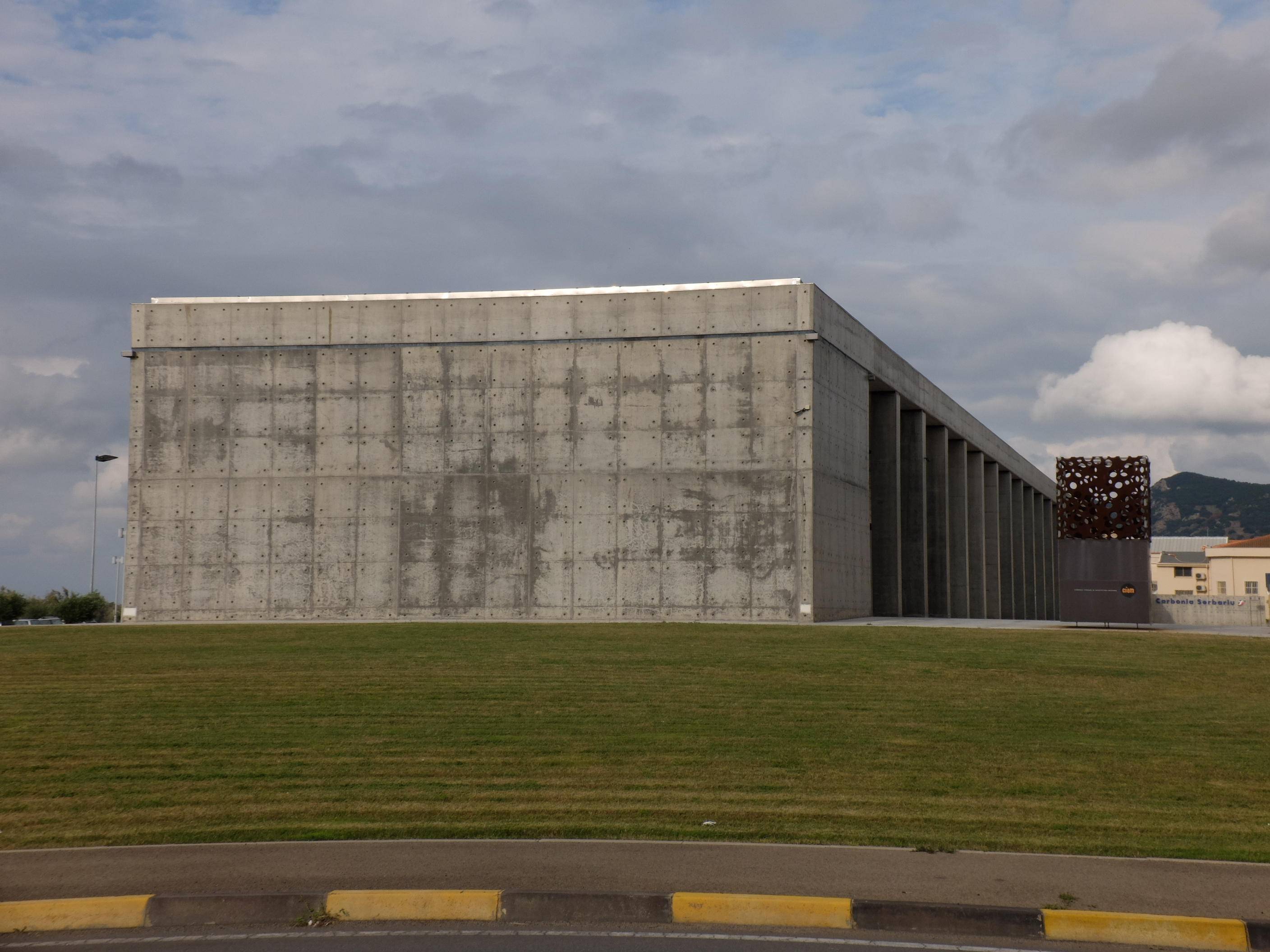
Togstasjon Serbariu